# Komu zvoni (pesem)
»Komu zvoni« je pop rock skladba slovenske skupine Društvo mrtvih pesnikov, ki je izšla 21. aprila 2008 kot drugi singl z njihovega albuma Vojna in mir (Menart Records, maj 2008). Na albumu je prva skladba.
Besedilo sta napisala frontman Alan Vitezič in basist Tomaž Koncilija, njegova posebnost je, da je v celoti sestavljeno iz naslovov klasikov svetovne in slovenske književnosti (vključno z naslovom po romanu Komu zvoni Ernesta Hemingwaya). Isto temo je skupina uporabila za naslov albuma, po  Tolstojevem romanu Vojna in mir; to je bil nekaj časa tudi delovni naslov pesmi.
Izid singla je spremljal animiran videospot, delo režiserja in scenarista Aleša Žemlje in animacijske skupine Restart.

## Seznam del, omenjenih v besedilu
- Tri sestre (Anton Čehov)
- V labirintu (Boris Pahor)
- Stoli (Eugène Ionesco)
- Na cesti (Jack Kerouac)
- Plešasta pevka (Eugène Ionesco)
- Komu zvoni (Ernest Hemingway)
- Ženska v rdečem (Noëlle Châtelet)
- Svetloba v avgustu (William Faulkner)
- Umazane roke (Jean-Paul Sartre)
- Spet najdeni čas (Marcel Proust), v besedilu kot »znova najdeni čas«
- Čas nedolžnosti (Edith Wharton)
- Sonce vzhaja in zahaja (Ernest Hemingway)
- Potres (Beno Zupančič) (?)
- Vzhodno od raja (John Steinbeck)
- Pod svobodnim soncem (Fran Saleški Finžgar)
- Severni sij (Drago Jančar)
- Proces (Franz Kafka)
- Vojna in mir (Lev Tolstoj)
- Hlapci (Ivan Cankar)
- Na klancu (Ivan Cankar)
- Hiša lutk (Henrik Ibsen)
- Prva hiša na Marsu (Vinko Vasle)
- Rdeči sneg (Bogdan Novak)
- Lepa Vida (ljudska)
- Na trgu (Dragotin Kette) (?)
- Zvenenje v glavi (Drago Jančar)
- Vampir z Gorjancev (Mate Dolenc)
- Tujec (Albert Camus)
- Hiša duhov (Charles Dickens)